# Palpacja

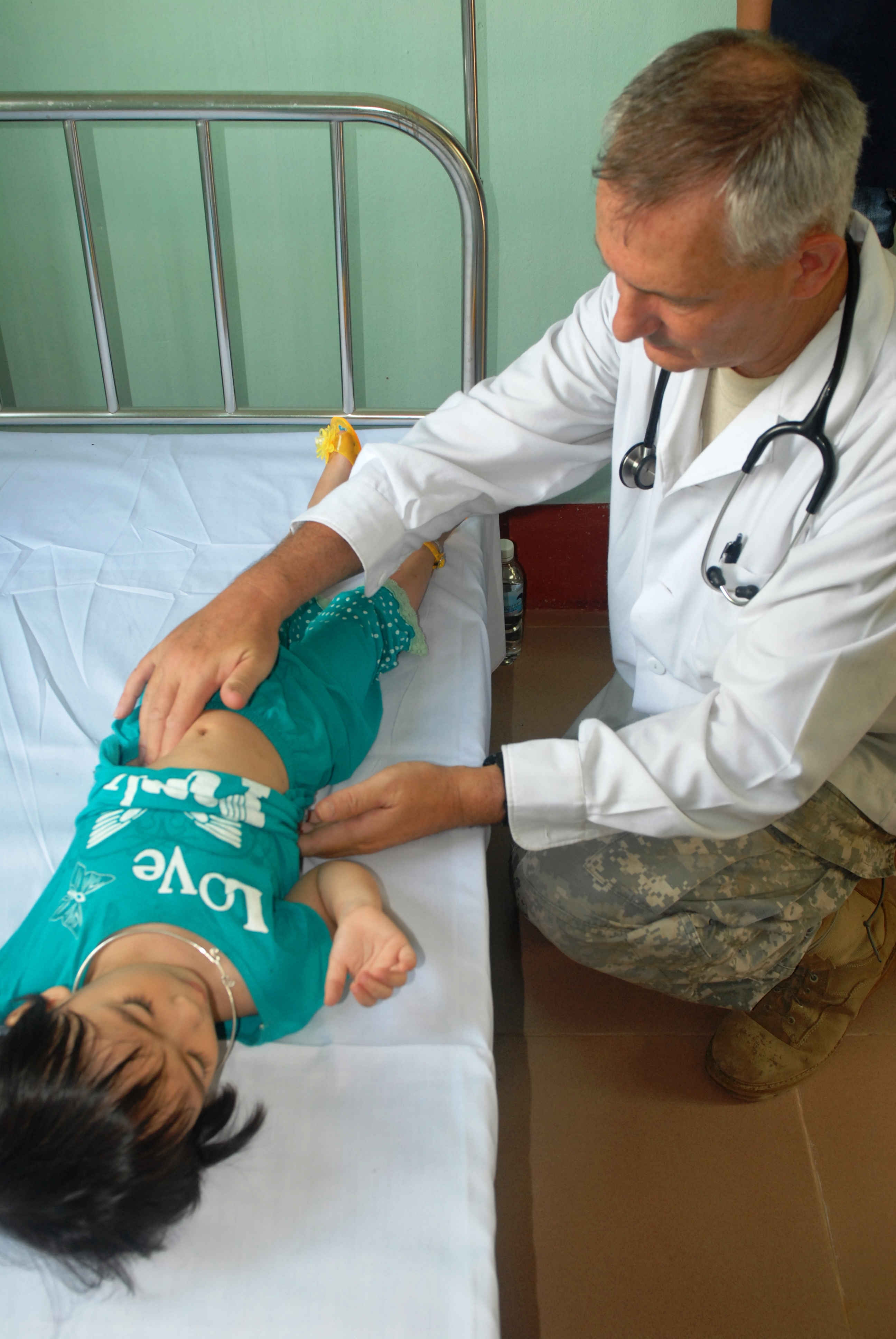
Badanie palpacyjne brzucha dziecka

Palpacja (łac. palpatio), inaczej omacywanie – metoda diagnostyki medycznej, która polega na takim macaniu palcami (badanie dotykiem), aby wyczuć rozmiar, kształt, twardość lub położenie określonej struktury anatomicznej. Palpacja jest używana przez lekarzy w badaniu narządów, głównie klatki piersiowej i brzucha, a także do oceny tętna.
Termin palpacja używany bywa również dla opisania sposobu poznawania fizycznych właściwości obiektów otoczenia przez osoby niewidome i słabowidzące.